# Paweł (książę Grecji i Danii)
Paweł II Glücksburg, gr. Παύλος Γκλύξμπουργκ (ur. 20 maja 1967 w Atenach) – książę koronny Królestwa Hellenów w 1967–1973, od 2023 pretendent do tronu Grecji.

## Życiorys
Urodził się jako pierworodny syn króla Hellenów Konstantyna II (1940–2023) i jego żony Anny Marii Glücksburg (ur. 1946), księżniczki duńskiej. Ma dwie siostry: starszą Aleksę (ur. 1965) i młodszą Teodorę (ur. 1983), oraz dwóch młodszych braci: Mikołaja (ur. 1969) i Filipa (ur. 1986). Zgodnie z grecką tradycją jako najstarszy syn otrzymał imię po dziadku ze strony ojca, królu Pawle. Z chwilą narodzin został następcą tronu, otrzymując tytuł diadochosa (gr. spadkobierca). 29 lipca 1967 został ochrzczony w katedrze Zwiastowania Pańskiego w Atenach, jego rodzicami chrzestnymi była babka Fryderyka Hanowerska (1917–1981) oraz brać żołnierska Greckich Sił Zbrojnych, reprezentowana przez cioteczną babkę Katarzynę Glücksburg (1913–2007). W 1967–1973 przebywał wraz z rodziną na emigracji w Rzymie. W wyniku ustanowienia republiki 1 czerwca 1973 przestał być następcą tronu, zachowując ceremonialną tytulaturę.
W 1973 wyemigrował wraz z rodzicami i rodzeństwem do Wielkiej Brytanii, zamieszkując w Chobham, później zaś w Hampstead. Początkowo pobierał naukę w domu, zapewnioną przez guwernantów; w 1980–1984 uczęszczał do Hellenic College w Londynie, następnie do Armand Hammer College w Montezumie (Nowy Meksyk), gdzie w 1986 zdał maturę. W 1986–1990 odbył szkolenie kadeckie w Royal Military Academy Sandhurst, po czym wstąpił do służby w kawalerii Armii Brytyjskiej. W 1990–1995 studiował prawo, ekonomię i stosunki międzynarodowe na Uniwersytecie Georgetown, uzyskując tytuł magistra nauk prawnych.
W 1995 zawarł związek małżeński z Marią-Chantal Miller (ur. 1968), po czym wyjechał do Nowego Jorku, gdzie pracował w firmie żeglugowej. W 1998 wraz z Alexandrem von Fürstenbergiem założył spółkę zarządzającą mieniem i finansami rynku kapitałowego. W 2002 ponownie zamieszkał w Londynie, gdzie rozwijał przedsiębiorstwa rynku finansowego. W 2017 powrócił do Nowego Jorku.
Wraz ze śmiercią ojca, 10 stycznia 2023, odziedziczył pretensje do tronu Grecji i honorowy tytuł króla Hellenów.

## Rodzina
1 lipca 1995 w katedrze św. Zofii w Londynie ożenił się z Marią-Chantal Miller (ur. 1968), córką Roberta Warrena Millera (ur. 1933) i Marii Clary Pesantes (ur. 1940). Z małżeństwa pochodzi pięcioro dzieci:
- Maria Olimpia (ur. 1996)
- Konstantyn Aleksy (ur. 1998) – tytularny Diadochos Hellenów
- Achilles Andrzej (ur. 2000)
- Odyseusz Kimon (ur. 2004)
- Arystydes Stawros (ur. 2008)

## Tytulatura
- 20 maja 1967 – 29 lipca 1973: Jego Królewska Wysokość Książę Koronny (Diadochos) Hellenów i Książę Danii (następnie tytularnie do 10 stycznia 2023);
- od 10 stycznia 2023: Jego Królewska Mość Król Hellenów (tytularny).

## Odznaczenia
- Kawaler Krzyża Wielkiego Orderu Zbawiciela (29 lipca 1967),
- Kawaler Krzyża Wielkiego z Łańcuchem Orderu śś. Jerzego i Konstantyna,
- Kawaler Krzyża Wielkiego Orderu Jerzego I,
- Kawaler Krzyża Wielkiego Orderu Feniksa,
- Odznaka Pamiątkowa 100-lecia Domu Królewskiego Grecji,
- Kawaler Orderu Słonia (1997),
- Medal Pamiątkowy 25-lecia Panowania Królowej Małgorzaty II (1997),
- Medal Wspomnieniowy 100-lecia od Narodzin Króla Fryderyka IX (1999)[4],
- Medal Jubileuszowy Króla Karola XVI Gustawa (1996).

## Genealogia
| Prapradziadkowie                                                       | kr. Hellenów Jerzy I (1845–1913) ∞ 1867 Olga Konstantinowna Romanowa (1851–1926) | cesarz Niemiec Fryderyk III (1831–1881) ∞ 1858 Wiktoria Koburg (1840–1901)      | Ernest August Hanowerski (1845–1923) ∞ 1777 Tyra Glücksburg (1853–1933)                    | cesarz Niemiec Wilhelm II (1859–1941) ∞ 1881 Augusta Wiktoria Holsztyńska (1858–1921)      | kr. Danii Fryderyk VIII (1843–1912) ∞ 1869 Ludwika Bernadotte (1851–1926)                         | w. ks. Meklemburgii-Schwerin Fryderyk Franciszek III (1851–1897) ∞ 1879 Anastazja Michajłowna Romanowa (1860–1922) | kr. Szwecji Gustaw V (1858–1950) ∞ 1881 Wiktoria Badeńska (1862–1930)           | Artur Koburg (1850–1942) ∞ 1879 Ludwika Małgorzata Hohenzollern (1860–1917)     |
| Pradziadkowie                                                          | kr. Hellenów, Konstantyn I (1868–1923) ∞ 1889 Zofia Hohenzollern (1870–1932)     | kr. Hellenów, Konstantyn I (1868–1923) ∞ 1889 Zofia Hohenzollern (1870–1932)    | ks. Brunszwiku, Ernest August (1887–1953) ∞ 1913 Wiktoria Ludwika Hohenzollern (1892–1980) | ks. Brunszwiku, Ernest August (1887–1953) ∞ 1913 Wiktoria Ludwika Hohenzollern (1892–1980) | kr. Danii i Islandii, Chrystian X (1870–1947) ∞ 1898 Aleksandra Meklemburska-Schwerin (1879–1952) | kr. Danii i Islandii, Chrystian X (1870–1947) ∞ 1898 Aleksandra Meklemburska-Schwerin (1879–1952)                  | kr. Szwecji, Gustaw VI Adolf (1882–1973) ∞ 1905 Małgorzata Koburg (1882–1920)   | kr. Szwecji, Gustaw VI Adolf (1882–1973) ∞ 1905 Małgorzata Koburg (1882–1920)   |
| Dziadkowie                                                             | kr. Hellenów, Paweł (1901–1964) ∞ 1938 Fryderyka Hanowerska (1917–1981)          | kr. Hellenów, Paweł (1901–1964) ∞ 1938 Fryderyka Hanowerska (1917–1981)         | kr. Hellenów, Paweł (1901–1964) ∞ 1938 Fryderyka Hanowerska (1917–1981)                    | kr. Hellenów, Paweł (1901–1964) ∞ 1938 Fryderyka Hanowerska (1917–1981)                    | kr. Danii, Fryderyk IX (1899–1972) ∞ 1935 Ingryda Bernadotte (1910–2000)                          | kr. Danii, Fryderyk IX (1899–1972) ∞ 1935 Ingryda Bernadotte (1910–2000)                                           | kr. Danii, Fryderyk IX (1899–1972) ∞ 1935 Ingryda Bernadotte (1910–2000)        | kr. Danii, Fryderyk IX (1899–1972) ∞ 1935 Ingryda Bernadotte (1910–2000)        |
| Rodzice                                                                | kr. Hellenów, Konstantyn II (1940-2023) ∞ 1964 Anna Maria Glücksburg (ur. 1946)  | kr. Hellenów, Konstantyn II (1940-2023) ∞ 1964 Anna Maria Glücksburg (ur. 1946) | kr. Hellenów, Konstantyn II (1940-2023) ∞ 1964 Anna Maria Glücksburg (ur. 1946)            | kr. Hellenów, Konstantyn II (1940-2023) ∞ 1964 Anna Maria Glücksburg (ur. 1946)            | kr. Hellenów, Konstantyn II (1940-2023) ∞ 1964 Anna Maria Glücksburg (ur. 1946)                   | kr. Hellenów, Konstantyn II (1940-2023) ∞ 1964 Anna Maria Glücksburg (ur. 1946)                                    | kr. Hellenów, Konstantyn II (1940-2023) ∞ 1964 Anna Maria Glücksburg (ur. 1946) | kr. Hellenów, Konstantyn II (1940-2023) ∞ 1964 Anna Maria Glücksburg (ur. 1946) |
| Paweł II Glücksburg (ur. 1967), pretendent do tronu Królestwa Hellenów |                                                                                  |                                                                                 |                                                                                            |                                                                                            |                                                                                                   | |                                                                                 |                                                                                 |